# Sven-Erik Isacsson
Sven-Erik Oscar Isacsson, född 25 februari 1947 i Linköping, död 25 april 2001 i Partille församling, var en svensk etnograf och museiman.  
Sven-Erik Isacsson anställdes 1975 som intendent vid Göteborgs etnografiska museum efter fil. kand.-examen vid Uppsala universitet i allmän och jämförande etnografi, historia och konsthistoria. Isacsson disputerade i socialantropologi vid Göteborgs universitet 1993. Han var verksam som chef för museet 1995–1998 innan han blev föreståndare för Museionprogrammet vid Göteborgs universitet. År 2000 blev han chef för Etnografiska museet i Stockholm. 
Hans etnografiska forskningsfält var emberáindianerna i Colombia bland vilka han hade vistats redan i slutet av 1960-talet. Isacssons doktorsavhandling handlade om just emberás världsbild och han förklarade bland annat deras symbolsystem och metaforer. Därvid byggde han på fältarbete. Isacsson hade dessutom fältarbete i Guyana, Brasilien, Bolivia och Peru och han hade även erfarenhet av etnohistorisk forskning, bland annat i de stora arkiven i Sevilla och Madrid.
Sven-Erik Isacsson är begravd på Kvastekulla griftegård.